# 宮下幸一
宮下 幸一（みやした こういち、1950年 - ）は、日本の経営学者。桜美林大学教授、元副学長。

## 来歴
新潟県生まれ。1973年 駒澤大学経営学部経営学科卒業。1980年駒澤大学大学院経営学研究科 経営学専攻博士課程単位取得満期退学。
1982年星稜女子短期大学専任講師、1985年富士短期大学専任講師、1987年同短期大学 専任助教授。1989年桜美林大学非常勤講師、1991年同大学経済学部 助教授を経て、1994年同大学経済学部 教授に就任。
2002年 図書館長 、2006年 大学院 国際経営研究領域科長、2007年 副学長 (学生サービス担当)に就任 。
2011年 キャリア開発センター長、2013年 ビジネスマネジメント学群学群長、文部科学省「私立大学等研究設備費等補助金等選定委員会」委員などを歴任。その間、放送大学、東京学芸大学などで教壇に立つ。また英国レディング大学経済学研究科客員教授を務める。
著書に『情報管理の基礎』『英国航空の形成』、『テキスト現代経営入門』(共著)などがある。

## 著書
- 「CiNii>宮下幸一」を参照
- 「国立国会図書館サーチ」を参照